# 矮生多裂委陵菜
矮生多裂委陵菜（学名：Potentilla multifida var. ornithopoda）为蔷薇科委陵菜属下的一个变种。